# Oberbenningrath
Oberbenningrath ist ein Ort von Wipperfürth im Oberbergischen Kreis im Regierungsbezirk Köln in Nordrhein-Westfalen (Deutschland).

## Lage und Beschreibung
Oberbenningrath liegt südwestlich von Wipperfürth im Tal des Baches Flosbach an der Grenze zur Gemeinde Lindlar. Nachbarorte sind Niederbenningrath, Ballsiefen, Thier, Abstoß und der zur Gemeinde Lindlar gehörende Ort Unterbüschem.
Politisch wird der Ort durch den Direktkandidaten des Wahlbezirks 15 (150) Thier im Rat der Stadt Wipperfürth vertreten.

## Geschichte
1443 wird der Ort erstmals unter der Bezeichnung „Berinckrode“ in einem Verzeichnis über die Einkünfte und Rechte des Kölner Apostelstifts aufgeführt. Die Karte Topographia Ducatus Montani aus dem Jahre 1715 zeigt zwei getrennt voneinander liegende Siedlungsbereiche und bezeichnet diese einheitlich mit „Birningradt“. Am Platz von Oberbenningrqath gab es zu dieser Zeit einen Hof. Die Topographische Aufnahme der Rheinlande von 1825 zeigt auf umgrenztem Hofraum vier getrennt voneinander liegende Grundrisse und bezeichnet diese mit „Ob. Biningrath“ In der Preußischen Uraufnahme von 1840 wird die Schreibweise „Obr. Benningrath“ verwendet.

## Busverbindungen
Über die Haltestellen Ballsiefen und Ommerborn Abzweig der Linie 426 (VRS/OVAG) ist eine Anbindung an den öffentlichen Personennahverkehr gegeben.

## Wanderwege
Der vom SGV ausgeschilderten Rundwanderwege A4 und A5 führen durch den Ort.